# Maxmuelleria lankesteri
Maxmuelleria lankesteri är en djurart som tillhör fylumet skedmaskar, och som först beskrevs av Herdman, W.A., och fick sitt nu gällande namn av  1898. Maxmuelleria lankesteri ingår i släktet Maxmuelleria och familjen Bonelliidae. Arten är reproducerande i Sverige. Inga underarter finns listade i Catalogue of Life.